# Johann Burianek

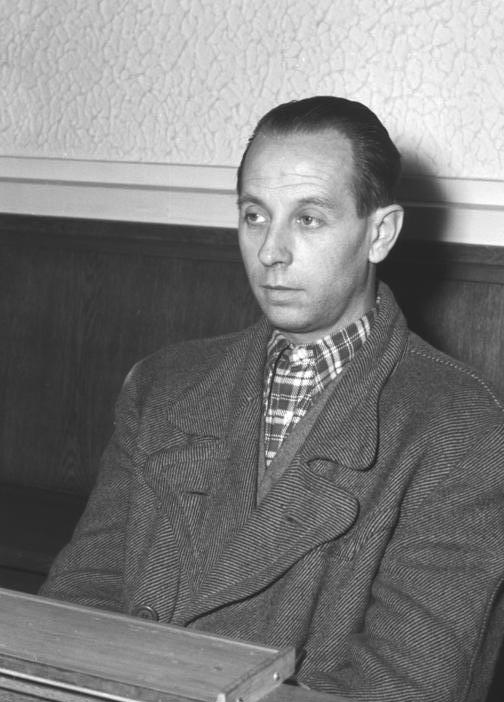
Johann Burianek am 23. Mai 1952 auf der Anklagebank in Berlin

Johann Hans Burianek (* 16. November 1913 in Düsseldorf; † 2. August 1952 in Dresden) war ein deutscher militanter Widerstandskämpfer gegen die SED-Diktatur und Mitglied der Kampfgruppe gegen Unmenschlichkeit. Er wurde von der DDR-Justiz in einem Schauprozess wegen Boykotthetze zum Tode verurteilt, nachdem er gestanden hatte, einen Anschlag auf eine Eisenbahnbrücke und einen Personenzug geplant zu haben. 2005 wurde er rehabilitiert.

## Leben
Während des Zweiten Weltkrieges diente Johann Burianek in der Wehrmacht. In den letzten Kriegstagen (am 25. April 1945) nahm er während der Schlacht um Berlin den desertierten Soldaten Herbert Kloster fest.
Er fand danach Arbeit als Kraftfahrer im VEB Secura-Mechanik Berlin. Zwischen Juli 1950 und März 1951 schleuste er mehrere tausend Exemplare der SPD-nahen Zeitschriften Kleiner Telegraf und Tarantel nach Ost-Berlin ein. Im März 1951 wurde er von der Kampfgruppe gegen Unmenschlichkeit (KgU) angeworben, in deren Auftrag er Flugblätter verteilte, Informationen sammelte und Briefe beförderte und erfolglos Brandanschläge verübte.
Das Ministerium für Staatssicherheit (MfS) inhaftierte Burianek nach seiner Festnahme am 5. März 1952 im „U-Boot“, seiner zentralen Untersuchungshaftanstalt in Berlin. In Absprache mit dem Zentralkomitee der SED wurde ein großer Schauprozess vor dem Obersten Gericht der DDR (OG) vorbereitet. Größtes Vorhaben Burianeks war nach eigener Aussage die für den 21. Februar 1952 vorgesehene Sprengung einer Eisenbahnbrücke bei Erkner, um den Blauen Expreß, den Schnellzug Berlin-Warschau-Moskau, zum Entgleisen zu bringen. Er habe dabei den Tod von Menschen in Kauf genommen. Den Sprengstoff für diesen Anschlag habe ihm die Kampfgruppe gegen Unmenschlichkeit ausgehändigt. Es sei bei Planungen geblieben, weil kein geeignetes Fahrzeug beschafft werden konnte. Den in Burianeks Wohnung deponierten Sprengkoffer hätten Abgesandte der KgU wieder abgeholt, angeblich um eine Eisenbahnbrücke bei Berlin-Spindlersfeld zu sprengen.
Der Generalstaatsanwalt der DDR, Ernst Melsheimer, klagte Burianek am 15. Mai 1952 vor dem I. Strafsenat des Obersten Gerichts als „Agenten der Kampfgruppe gegen Unmenschlichkeit“ an. Unter dem Vorsitz von Hilde Benjamin fällte das Gericht am 25. Mai gegen Burianek sein erstes Todesurteil, seine Mitangeklagten erhielten hohe Zuchthausstrafen. Nach Ablehnung seines Gnadengesuchs wurde Burianek gut zwei Monate später in der Zentralen Hinrichtungsstätte der DDR in Dresden per Fallbeil enthauptet.

## Aufarbeitung
Auf dem Urnenhain Tolkewitz, wohin Burianeks Asche kam, erinnert seit den 1990er Jahren eine Gedenkplatte in der „Gedenkstätte für die hingerichteten Opfer der stalinistischen Gewaltherrschaft vom Münchner Platz“ an ihn.
Das Landgericht Berlin rehabilitierte Burianek 2005 auf Initiative der Arbeitsgemeinschaft 13. August aufgrund des Strafrechtlichen Rehabilitierungsgesetzes wegen „gravierender Missachtung elementarer materieller Vorschriften“ und erklärte das Todesurteil für rechtsstaatswidrig.
Als Wolfgang Schmidt, ein ehemaliger Oberstleutnant des MfS, Burianek auf seiner Website als „Banditen“ und „Angehörigen einer terroristischen Vereinigung“ bezeichnet hatte, erstattete der damalige Direktor der Gedenkstätte Berlin-Hohenschönhausen, Hubertus Knabe, gegen ihn Strafanzeige wegen Verunglimpfung des Andenkens Verstorbener. Daraufhin verurteilte das Amtsgericht Tiergarten Schmidt 2012 zu einer Geldstrafe. Die nächsthöheren Instanzen, das Landgericht Berlin und das Kammergericht, bestätigten 2013 das Urteil. Auf eine Verfassungsbeschwerde Schmidts hin hob das Bundesverfassungsgericht beide Entscheidungen im Januar 2018 auf, weil es in ihnen einen Grundrechtsverstoß durch mangelhafte Berücksichtigung des politischen Kontexts einer Meinungsäußerung erkannte, und verwies die Sache zur erneuten Entscheidung an das Landgericht zurück.
Nach Knabe gehören die Todesurteile gegen Burianek und Wolfgang Kaiser „mit zu den dunkelsten Kapiteln der SED-Justiz, weil es sich nicht um die Verfolgung von Taten handelte, sondern um Planungen, die dann aus politischen Gründen in dieser drastischen Art und Weise geahndet wurden“.